# ضرب هادامار (ماتریس‌ها)
ضرب هادامار (انگلیسی: Hadamard product) یا ضرب درایه‌ای ریاضیات، عمل دوتایی است که دو ماتریس با ابعاد یکسان را گرفته و ماتریس دیگری تولید می‌کند که هر درایهٔ {\displaystyle ij}  آن حاصلضرب درایه‌های {\displaystyle ij}  آن دو ماتریس است. این ضرب را نباید با حاصلضرب رایجتر ماتریسها اشتباه گرفت. این ضرب به افتخار ریاضیدان فرانسوی ژاک آدامار، یا ریاضیدان آلمانی ایسای شور نامگذاری شده‌است.

ضرب هادامار.

## تعریف
برای دو ماتریس {\displaystyle A} و {\displaystyle B} که دارای ابعاد {\displaystyle m\times n}  هستند، ضرب هادامار آنها که با {\displaystyle A\circ B} و یا {\displaystyle A\odot B} نمایش داده می‌شود ماتریسی با همان ابعاد (یعنی {\displaystyle m\times n}) است که مقادیر آن به نحو پایین محاسبه می‌شوند:
{\displaystyle (A\circ B)_{ij}=(A\odot B)_{ij}=(A)_{ij}(B)_{ij}.}
برای ماتریسهایی که ابعاد متفاوت دارند این ضرب تعریف نشده‌است.

## مثال
برای دو ماتریس {\displaystyle A} و {\displaystyle B} پایین که ابعاد {\displaystyle 3\times 3} دارند ضرب هادامار آنها برابر است با:
{\displaystyle {\begin{bmatrix}a_{11}&a_{12}&a_{13}\\a_{21}&a_{22}&a_{23}\\a_{31}&a_{32}&a_{33}\end{bmatrix}}\circ {\begin{bmatrix}b_{11}&b_{12}&b_{13}\\b_{21}&b_{22}&b_{23}\\b_{31}&b_{32}&b_{33}\end{bmatrix}}={\begin{bmatrix}a_{11}\,b_{11}&a_{12}\,b_{12}&a_{13}\,b_{13}\\a_{21}\,b_{21}&a_{22}\,b_{22}&a_{23}\,b_{23}\\a_{31}\,b_{31}&a_{32}\,b_{32}&a_{33}\,b_{33}\end{bmatrix}}.}

## ویژگی‌ها
- اگر {\displaystyle A} و {\displaystyle B} ماتریسهایی با ابعاد یکسان باشند رتبه ضرب هادامار از ضرب رتبه‌های دو ماتریس بیشتر نیست:

{\displaystyle \operatorname {rank} (\mathbf {A} \circ \mathbf {B} )\leq \operatorname {rank} (\mathbf {A} )\operatorname {rank} (\mathbf {B} )}
- اگر {\displaystyle A} و {\displaystyle B} و {\displaystyle C}  ماتریسهایی با ابعاد یکسان باشند و  {\displaystyle k}  یک عدد حقیقی باشید آنگاه:

{\displaystyle {\begin{aligned}&\mathbf {A} \circ \mathbf {B} =\mathbf {B} \circ \mathbf {A} ,\\&\mathbf {A} \circ (\mathbf {B} \circ \mathbf {C} )=(\mathbf {A} \circ \mathbf {B} )\circ \mathbf {C} ,\\&\mathbf {A} \circ (\mathbf {B} +\mathbf {C} )=\mathbf {A} \circ \mathbf {B} +\mathbf {A} \circ \mathbf {C} ,\\&\left(k\mathbf {A} \right)\circ \mathbf {B} =\mathbf {A} \circ \left(k\mathbf {B} \right)=k\left(\mathbf {A} \circ \mathbf {B} \right),\\&\mathbf {A} \circ \mathbf {0} =\mathbf {0} \circ \mathbf {A} =\mathbf {0} .\end{aligned}}}
- برای بردارهای {\displaystyle x} و {\displaystyle y}  و ماتریسهای قطری آنها {\displaystyle D_{x}} و {\displaystyle D_{y}}  روابط پایین برقرار است:[۷]

{\displaystyle \mathbf {x} ^{*}(\mathbf {A} \circ \mathbf {B} )\mathbf {y} =\mathrm {tr} \left(\mathbf {D} _{\mathbf {x} }^{*}\mathbf {A} \mathbf {D} _{\mathbf {y} }\mathbf {B} ^{\mathsf {T}}\right),}
{\displaystyle {\begin{aligned}\sum _{i}(A\circ B)_{ij}&=\left(B^{\mathsf {T}}A\right)_{jj}\\&=\left(AB^{\mathsf {T}}\right)_{ii}.\end{aligned}}}
{\displaystyle \left(\mathbf {y} \mathbf {x} ^{*}\right)\circ \mathbf {A} =\mathbf {D} _{\mathbf {y} }\mathbf {A} \mathbf {D} _{\mathbf {x} }^{*}}
- برای مقادیر ویژه ماتریسهای {\displaystyle A} و {\displaystyle B} رابطه پایین برقرار است، در اینجا {\displaystyle \lambda _{i}(A)} {\displaystyle i} -امین مقدار ویژه ماتریس {\displaystyle A} است:[۸]

{\displaystyle \prod _{i=k}^{n}\lambda _{i}(\mathbf {A} \circ \mathbf {B} )\geq \prod _{i=k}^{n}\lambda _{i}(\mathbf {A} \mathbf {B} ),\quad k=1,\ldots ,n,}